# Stella Stevens
Pour les articles homonymes, voir Stevens.
Stella Stevens est une actrice américaine née le 1er octobre 1938 à Yazoo City (Mississippi) et morte le 18 février 2023 à Los Angeles (Californie).

## Biographie

### Jeunesse et débuts
De son vrai nom Estelle Caro Eggleston, elle naît le 1er octobre 1938 à Yazoo City dans le Mississippi, de Thomas Ellett Eggleston, courtier en assurances, et Estelle Caro, infirmière. Lorsqu'elle à quatre ans, ses parents déménagent pour Memphis (Tennessee). Elle étudie à la Memphis State University, où elle se fait remarquer dans une production de la pièce Bus Stop, jouée à l'écran par Marilyn Monroe. Elle décide alors de se tourner vers le cinéma et le mannequinat.

### Carrière
Elle fait ses débuts à l'écran en 1959 dans L'habit ne fait pas le moine, un film musical de Frank Tashlin avec Bing Crosby qui lui vaut le Golden Globe de la révélation féminine de l'année, ex æquo avec Janet Munro, Tuesday Weld et Angie Dickinson. Après six mois sous contrat avec la 20th Century Fox, elle signe pour quatre ans chez Paramount Pictures où elle vient de décrocher le rôle d'Appassionata Von Climax dans le film musical Li'l Abner (en) de Melvin Frank. Elle pose nue pour le magazine Playboy en tant que « Miss Janvier 1960 ». Le magazine lui consacre à nouveau des articles en Mai 1965 et Janvier 1968.
Sans être un clone de Marilyn Monroe malgré une certaine ressemblance, Stella Stevens relève d'abord du cliché de la blonde vaporeuse et écervelée - dont elle s'amuse dans Docteur Jerry et Mister Love dirigée par Jerry Lewis - vamp pour rire et mauvaise fille au bon cœur.
Mais au fil de cinq décennies elle a surtout démontré qu'elle était une actrice physique (le western et le thriller lui conviennent à merveille), d'un fort tempérament (la comédie également), capable de se mesurer aux plus grands du cinéma américain (Dean Martin, Robert Mitchum), travaillant avec Robert Altman, John Cassavetes, Vincente Minnelli, Robert Parrish, Richard Quine, Jack Smight, Dan Curtis…
Son talent, sa beauté, son tour de poitrine et surtout son humour n'ont pas suffi à en faire une star, la faute en incombant à l'absence de films marquant le public, malgré un  véhicule pour Elvis Presley (Des filles... encore des filles) dans les années 1960, et quelques belles prestations : Un nommé Cable Hogue de Sam Peckinpah en 1970. Elle fait aussi des apparitions dans le film catastrophe L'Aventure du Poséidon (1972) et Nickelodeon de Peter Bogdanovich (1976).
Stella Stevens fait preuve d'une extraordinaire vitalité à l'écran, également à la télévision, où elle apparaît dans une multitude de séries (Alfred Hitchcock présente, Banacek, Magnum, Arabesque, Nash Bridges, Dream On…) et jouant des rôles réguliers dans Flamingo Road et Santa Barbara dans les années 1980.
Stella Stevens est au moins une star du cinéma bis (l'horreur notamment, dont elle est une figure presque incontournable) où elle est restée active dans des premiers rôles beaucoup plus longtemps que la plupart de ses consœurs, et du petit écran, partenaire de Jim Brown, George Peppard, Richard Crenna, Jason Robards, mais aussi Farley Granger, Ray Milland, Shelley Winters, Linda Blair et Sandra Bullock.

### Mort
Stella Stevens meurt de la maladie d'Alzheimer le 18 février 2023 à Los Angeles (Californie),,.

### Vie privée
Mariée à seize ans à un électricien, Noble Herman Stephens, elle en divorce trois ans plus tard en 1957 après avoir eu un fils, Andrew, né en 1955 et qui deviendra acteur et réalisateur (il dirigera sa mère à plusieurs reprises dans les années 1990).
En 1983, elle entame une relation avec le guitariste de rock Bob Kulick (1950-2020) qui se poursuit jusqu'à la mort de ce dernier.

## Filmographie

### Cinéma

#### Comme actrice
- 1959 : L'habit ne fait pas le moine de Frank Tashlin : Chorine
- 1959 : L'Ange bleu d'Edward Dmytryk (non créditée)
- 1959 : Li'l Abner (en) de Melvin Frank : Appassionata Von Climax
- 1961 : L'étau se resserre (Man-Trap) d'Edmond O'Brien : Nina Jameson
- 1961 : La Ballade des sans-espoir (Too Late Blues) : de John Cassavetes : Jess
- 1962 : Des filles... encore des filles (Girls! Girls! Girls!), de Norman Taurog : Robin Gantner
- 1963 : Il faut marier papa (The Courtship of Eddie's Father) de Vincente Minnelli : Dollye Daly
- 1963 : Docteur Jerry et Mister Love (The Nutty Professor) de Jerry Lewis : Stella Purdy
- 1964 : Le Bataillon des lâches (Advance to the Rear) de George Marshall : Martha Lou Williams
- 1965 : Synanon (en) de Richard Quine : Joaney
- 1965 : The Secret of My Success (en) d'Andrew L. Stone : Violet Lawson
- 1966 : Matt Helm, agent très spécial (The Silencers) de Phil Karlson : Gail
- 1966 : La Rage de survivre de Gilberto Gazcón : Perla
- 1968 : Bague au doigt, corde au cou (How to Save a Marriage and Ruin Your Life)) de  Fielder Cook : Carol Corman
- 1968 : Les Corrupteurs (Sol Madrid) de Brian G. Hutton : Stacey Woodward
- 1968 : Les Gamines explosives (Where Angels Go, Trouble Follows) de James Neilson : sœur George
- 1969 : La Fille aux mains sanglantes (en) (The Mad Room) de Bernard Girard : Ellen Hardy
- 1970 : Un nommé Cable Hogue (The Ballad of Cable Hogue) de Sam Peckinpah : Hildy
- 1971 : Les Brutes dans la ville (A Town Called Hell) de Robert Parrish : Alvira
- 1972 : Stand Up and Be Counted de Jackie Cooper : Yvonne Kellerman
- 1972 : Massacre (Slaughter) de Jack Starrett : Ann
- 1972 : L'Aventure du Poséidon (The Poseidon Adventure) de Ronald Neame : Linda Rogo
- 1973 : Arnold de Georg Fenady : Karen Llewelyn
- 1975 : Las Vegas Lady (en) de Noel Nosseck : Lucky
- 1975 : Dynamite Jones et le Casino d'or (Cleopatra Jones and the Casino of Gold) de Charles Bail : Bianca Javin / Dragon Lady
- 1976 : Nickeloedeon de Peter Bogdanovich : Marty Reeves
- 1977 : Le Liquidateur (Mister Deathman) de Michael D. Moore : Liz
- 1978 : Le Faiseur d'épouvantes (The Manitou) de William Girdler : Amelia Crusoe
- 1983 : Wacko (en) de Greydon Clark : Doctor Graves
- 1983 : Ladies Night d'Enzo Giobbe : Shelly
- 1983 : Les Anges du mal (Chained Heat) de Paul Nicholas : le capitaine Taylor
- 1986 : Les Bons Tuyaux (The Longshot) de Paul Bartel : Nicki Dixon
- 1987 : Monster in the Closet de Bob Dahlin : Margo
- 1990 : Down the Drain de Robert Hughes : Sophie
- 1990 : The Terror Within 2 d'Andrew Stevens : Kara
- 1990 : Mom de Patrick Rand : Beverly Hills
- 1990 : Exiled in America de Paul Leder : Sonny Moore
- 1991 : Last Call (en) de Jag Mundhra : Betty
- 1992 : South Beach de Fred Williamson et Alain Zaloum : Nancy
- 1992 : The Nutt House d'Adam Rifkin et Scott Spiegel : Mrs. Robinson
- 1993 : Little Devils: The Birth de George Pavlou : Clara Madison
- 1993 : Eye of the Stranger de David Heavener : Doc
- 1994 : Hard Drive de James Merendino : Susan
- 1994 : Molly et Gina de Paul Leder : Mrs. Sweeny
- 1994 : Séduction coupable (Point of Seduction: Body Chemistry 3) de Jim Wynorski : Frannie Sibley
- 1994 : Illicit Dreams d'Andrew Stevens : Cicily
- 1995 : Star Hunter de Cole S. McKay et Fred Olen Ray : Mrs. March
- 1995 : The Granny de Luca Bercovici : Granny
- 1995 : Manipulation meurtrière (Body Chemistry 4: Full Exposure) de Jim Wynorski : Fran Sibley
- 1996 : Grid Runners (Virtual Combat) d'Andrew Stevens : Mary
- 1996 : Au secours, Maman est invisible ! (Invisible Mom) de Fred Olen Ray : Mrs. Pringle
- 1997 : Bikini Hotel de Jeff Frey : Gail Regent
- 2001 : Size 'Em Up, court métrage de Chris J. Russo : Stella
- 2003 : The Long Ride Home de Robert Marcarelli : Fiona Champyon
- 2004 : Blessed (en) de Simon Fellows : Betty
- 2005 : Insects (Glass Trap) de Fred Olen Ray : Joan Highsmith
- 2005 : Hell to Pay de Chris McIntyre : Mary Potter
- 2005 : Popstar de Richard Gabai : Henrietta
- 2009 : Dante's Inferno : Abandon All Hope, court-métrage de Boris Acosta
- 2010 : Megaconda de Christopher Ray : Mary Jane
- 2023 : Les Quackers de Robert C. Cooper et Rob Minkoff : Nutty (voix)

#### comme réalisatrice
- 1979 : The American Heroine (documentaire) - également productrice
- 1989 : The Ranch

### Télévision

#### Téléfilms
- 1971 : In Broad Daylight de Robert Day : Elizabeth Chappel
- 1972 : Climb an Angry Mountain de Leonard J. Horn : Sheila Chilko
- 1973 : Linda de Jack Smight : Linda Reston
- 1974 : Honky Tonk de Don Taylor : Gold Dust
- 1974 : The Day the Earth Moved de Robert Michael Lewis : Kate Barker
- 1976 : Kiss Me, Kill Me de Michael O'Herlihy : Stella Stafford
- 1976 : Wanted: The Sundance Woman de Lee Philips : Lola Watkins
- 1977 : Charlie Cobb: Nice Night for a Hanging de Richard Michaels : Martha McVea
- 1977 : Murder in Peyton Place de Bruce Kessler : Stella Chernak
- 1977 : The Night They Took Miss Beautiful (en) de Robert Michael Lewis : Kate Malloy
- 1978 : La Croisière maudite (Cruise Into Terror) de Bruce Kessler : Marilyn Magnesun
- 1978 : Frank Jordan (The Jordan Chance) de Jules Irving : Verna Stewart
- 1979 : Friendships, Secrets and Lies de Marlene Laird et Ann Zane Shanks : Edyth
- 1980 : Make Me an Offer de Jerry Paris : Deidre Price
- 1980 : Les Enfants du divorce (Children of Divorce) de Joanna Lee : Sherry Malik
- 1981 : Twirl de Gus Trikonis : Carolyn Moore
- 1983 : Le Pénitencier de l'enfer (Women of San Quentin) de William A. Graham : Lt. Janet Alexander
- 1984 : Les Amazones (Amazons) de Paul Michael Glaser : Kathryn Lundquist
- 1984 : No Man's Land de Rod Holcomb : Nellie Wilder
- 1986 : A Masterpiece of Murder de Charles S. Dubin : Della Vance / Deb Potts
- 1986 : The History of White People in America: Volume II de Harry Shearer : Elrene
- 1987 : Adventures Beyond Belief : Mrs. Kimble
- 1987 : Tales from the Hollywood Hills: A Table at Ciro's de Leon Ichaso : Mimi Carteret
- 1988 : Défi dans la nuit (Man Against the Mob) de Steven Hilliard Stern : Joey Day
- 1989 : Jake Spanner, Private Eye de Lee H. Katzin : Sandra Summers
- 1994 : Attack of the 5 Ft. 2 Women de Julie Brown et Richard Wenk : Lawanda
- 1996 : Subliminal Seduction d'Andrew Stevens : Mrs. Beecham
- 1996 : De sang-froid (In Cold Blood) de Jonathan Kaplan : l'hôtelière
- 1997 : Shérif Réunion de Lewis Teague : Josephine  Max dite « Mama Jo »
- 1997 : The Christmas List de Charles Jarrott : Natalie Parris

- 2000 : By Dawn's Early Light d'Arthur Allan Seidelman : Eli

#### Séries télévisées
- 1960 : Alfred Hitchcock présente, épisode Craig's Will (5.23) de Gene Reynolds : Judy
- 1960 : Johnny Ringo, épisode Uncertain Vengeance (1.23) de Laurence Stewart : Suzanne Crale
- 1960 : Intrigues à Hawaï (Hawaiian Eye), épisode Kakua Woman (2.11)  de Robert B. Sinclair : Carol Judd
- 1960 : Bonanza, épisode Silent Thunder (2.13) de Robert Altman : Ann Croft
- 1960 : Riverboat (en), épisode Zigzag (2.12) de Sidney Lanfield : Lisa Walters
- 1960-1961 : General Electric Theater de Richard Irving, épisodes The Graduation Dress (9.7) et The Great Alberti (10.8) : Laura Jericho / May Alberti
- 1961 : Ombres sur le soleil, épisode Conspiracy of Silence (1.13) de Ted Post : Linda Laurence
- 1962 : Frontier Circus (en), épisode The Balloon Girl (1.12) de Gilbert Kay : Katy Cogswell
- 1964 : Ben Casey (saison 4) : Jane Hancock (4 épisodes)
- 1972 : Ghost Story, épisode The Dead We Leave Behind (1.1) de Paul Stanley : Joanna Brent
- 1972 : Hec Ramsey, épisode Hangman's Wages (1.2) de George Marshall : Ivy Turnwright
- 1973 : Banacek de Richard T. Heffron, épisode Ten Thousand Dollars a Page (1.6) de Richard T. Heffron : Jill Hammond
- 1975 : Wonder Woman, épisode The New Original Wonder Woman (1.1) de Leonard J. Horn  : Marcia / Agent M.
- 1975 : Police Story, épisode Losing Game (3.4) d'Alex March : Margaret Case
- 1977 :  La croisière s'amuse, épisode The New Love Boat de Richard Kinon : Leonara Klopman
- 1977 : The Oregon Trail, épisode Hannah's Girls (1.6) de Don Richardson : Hannah Morgan
- 1978 : The Eddie Capra Mysteries, épisode Nightmare at Pendragon Castle de James Frawley : Gwynneth
- 1979 : Supertrain, épisode Express to Terror (1.1) de Dan Curtis : Lucy
- 1979 : Pour l'amour du risque, épisode Hart to Hart de Tom Mankiewicz : Dr Fleming
- 1979 : Terreur à bord, mini-série de Douglas Heyes : Louise Crawford
- 1980-1982: Flamingo Road (saisons 1-2), épisode  : Lute-Mae Sanders
- 1983: Matt Houston, épisode Whose Party Is It Anyway? (1.14) de Cliff Bole : Clover McKenna
- 1983 : La croisière s'amuse, épisodes The Captain's Crush (6.21) et Rhino of the Year (7.5) : Kathy Costello / Toni Cooper
- 1983 : L'Île fantastique, épisodes Eternal Flame (6.16) et The Fantasy Island Girl (7.9) : Maatira / Marion Sommers
- 1983 : Newhart, épisode It Happened One Afternoon (2.1-2) de Rod Daniel : Erica Chase
- 1984 : Hôtel, épisode Flesh and Blood (2.2) de Bruce Bilson : Rita DeLaine
- 1984 : Les Routes du paradis, épisode Help Wanted: Angel (1.10) de Michael Landon : Stella
- 1984 : Tribunal de nuit (Night Court), épisode Harry and the Madam (2.8) de Noam Pitlik
- 1985 : Arabesque, épisode Funeral at Fifty-Mile (1.21) de Seymour Robbie : Sally Mestin
- 1986: Magnum, épisode Find Me a Rainbow (6.17) de Rick Weaver : Loretta Zachary van der Post
- 1987: Le Père Dowling (Fatal Confession: A Father Dowling Mystery) de Christopher Hibler, épisode  : Katherine St. Urban (1 épisode)
- 1988: Alfred Hitchcock présente, épisode Twist (3.12) de René Bonnière : Georgia Brooks
- 1988 : Adventures Beyond Belief, mini-série de Marcus Thompson : Loretta Kemble
- 1989-1990 : Santa Barbara : Phyllis Blake (66 épisodes) :
- 1990 : Dream On, épisode Over Your Dead Body (1.7) de Betty Thomas : Lyla Murphy
- 1991 : Dans la chaleur de la nuit, épisode A Woman Much Admired (5.1) de Harry Harris : Georgia Farren
- 1992 : Dangerous Curves (en), épisode In the Name of Love (2.7) : Muffy Fuller
- 1993 : L'As de la crime, épisode Eastbridge Boulevard (2.20) de Rachel Feldman : Donna DeVries
- 1994 : L'Homme à la Rolls, épisode Who Killed the Romance?  (1.11) de Gilbert M. Shilton : Candice Collier
- 1995 : Highlander, épisode Vendetta (3.11) de George Mendeluk : Margaret Lang
- 1995 : Marker, épisode Dead Man's Marker (1.8) de Steven Smith : Emma
- 1995 : Le Monde de Dave, épisode The Mommies (2.23) de Fred Barron : la mère de Dave
- 1996 : Le Rebelle, épisode Love Hurts (4.18) de Russell Solberg : Amanda Sixkiller
- 1996 : Les Dessous de Palm Beach (Silk Stalkings), épisode When She Was Bad (6.4) de John Paragon : Mrs. Morton
- 1996 : Arliss, épisode What About the Fans? (1.4) de Rodman Flender : Flora Lansing
- 1996-1999 : Hôpital central (General Hospital) : Jake (7 épisodes)
- 1997 : Nash Bridges, épisode Deliverance (2.23) d'Albert Magnoli : Suzie Dupree
- 1998 : Viper, épisode The Getaway (3.12) de Paul Lynch : Lorraine
- 2001 : Strip Mall : Doreen Krudup (5 épisodes)
- 2006 : Twenty Good Years de Terry Hughes, épisode The Crying Game (1.11) : Martha

## Distinctions

### Récompenses
- Golden Globes 1960 : Révélation féminine de l'année L'habit ne fait pas le moine (ex æquo)

### Nominations
- Laurel Awards 1962 : Révélation féminine (8e place)